# Sacramentum (Band)
Sacramentum war eine schwedische Black- und Death-Metal-Band aus Falköping, die 1990 unter dem Namen Tumulus gegründet wurde und sich 1999 auflöste. 2001 fand sich die Gruppe kurzzeitig wieder zusammen, jedoch kam es noch im selben Jahr zur Auflösung.

## Geschichte
Die Band wurde im Sommer 1990 von Nisse Karlén unter dem Namen Tumulus gegründet. Nach einigen Besetzungswechseln erfolgte 1992 die Umbenennung in Sacramentum. Gegen Ende des Jahres wurde daraufhin ein erstes Demo aufgenommen, worauf die Besetzung aus dem Gitarristen und Sänger Karlén, dem Gitarristen und Bassisten Anders Brolycke (zuvor war Johan Norman kurzzeitig als Gitarrist in der Band aktiv gewesen) und dem Schlagzeuger Mikael Rydén besteht, und 1993 unter dem Namen Sedes Imporium veröffentlicht wurde. Danach stieß Freddy Andersson als Bassist hinzu. Im Februar 1994 begab sich die Band in das Unisound Studio, um dort ihre erste, selbstfinanzierte EP aufzunehmen. Der Tonträger erschien im selben Jahr unter dem Namen Finis Malorum. Der Tonträger enthält fünf Lieder und führte zu einem Plattenvertrag bei Adipocere Records, worüber die EP etwa ein Jahr später wiederveröffentlicht wurde. Nach den Aufnahmen verließ der Bassist Freddy Andersson die Besetzung, woraufhin der Sänger Karlén zusätzlich diesen Posten übernahm. Im Juni 1995 begab sich die Band mit dem Produzenten Dan Swanö zurück in das Unisound Studio, um ihr Debütalbum Far Away from the Sun aufzunehmen, das im Juni des Folgejahres erschien. Hierauf ist Karlén nun als Sänger und Bassist zu hören, während Brolycke die E-Gitarre und Nicklas Rudolfsson das Schlagzeug übernimmt. 1995 war die Band zeitweise auch mit dem Live-Gitarristen Emil „Nightmare“ Nödtveidt tätig. Nach einer Europatournee mit Ancient Rites, Bewitched und Enthroned unterzeichnete die Gruppe im Frühling 1997 einen Plattenvertrag bei Century Media, worüber im September 1997 das zweite Album The Coming of Chaos erschien, das zugleich das erste Album der Band war, das auch in den USA veröffentlicht wurde. Hierauf ist der ehemalige Live-Gitarrist Emil „Nightmare“ Nödtveidt als Gastmusiker vertreten. Die Aufnahmen hierzu hatten mit dem Produzenten Andy LaRocque bei Los Angeles Recordings stattgefunden. Nach der Veröffentlichung ging es zusammen mit Rotting Christ und Old Man’s Child auf Tour durch Europa. Die Band steuerte zu dieser Zeit zudem Coverversionen zu verschiedenen Tribute-Samplern bei: So etwa ihre Version von Black Masses zum Mercyful-Fate-Sampler A Tribute to Mercyful Fate, der 1997 bei Listenable Records erschien, The Curse/Antichrist zum Sepultura-Tribute Sepulchral Feast: A Tribute to Sepultura, der 1998 bei Black Sun Records veröffentlicht wurde, und das Bathory-Cover 13 Candles für In Conspiracy with Satan – A Tribute to Bathory, der 1998 bei Hellspawn Records und No Fashion Records publiziert wurde. Nach weiteren Touren durch Europa sowie durch die USA schloss sich im Januar 1999 mit Thy Black Destiny das dritte Album an. Hierauf ist Niclas „Pepa“ Andersson als zweiter Gitarrist vertreten. Die Aufnahmen hierzu hatten im September 1998, erneut mit Andy LaRocque bei Los Angeles Recordings, stattgefunden. 1999 kam es zur Auflösung der Band. 2001 fand sich die Band kurzzeitig wieder zusammen. Die Besetzung hatte sich erneut verändert: Karlén übernahm nur noch den Gesang, der Schlagzeuger Rudolfsson spielte den Bass und Tobias Kjellgren besetzte stattdessen das Schlagzeug. Die Band löste sich noch im selben Jahr wieder auf.

## Stil
Joel McIver schrieb in seinem Buch Extreme Metal, dass die Gruppe klassischen Black Metal spielt, wobei man es vermeide ihn mit Gothic Metal oder Themen wie Vampire zu vermischen. Stattdessen verarbeite man einige Brutal-Death-Metal-Einflüsse. In dem folgenden Buch Extreme Metal II fasste er die Musik als eine Mischung aus Melodic Death Metal und Black Metal zusammen. Daniel Ekeroth bezeichnete im Buch Schwedischer Death Metal die Musik als Mischung aus Black- und Death-Metal, die er als unaggressiv und unkonzentriert empfand. Laut Janne Stark in The Heaviest Encyclopedia of Swedish Hard Rock and Heavy Metal Ever! bietet Finis Malorum schnellen und wilden Old-School-Black-Metal mit Gitarrenharmonien und ohne Chöre oder Keyboardklänge. Robert Müller vom Metal Hammer schrieb in seiner Rezension zu Thy Black Destiny, dass in dem ersten Lied Iron Winds „ein paar kernige und dezent fehlplatzierte Slayer-Soli gepackt“ wurden. Mit dem Album versuche die Gruppe den Stil des Vorgängers fortzusetzen, indem man probiere „Härte irgendwo im Grenzbereich zwischen Thrash-, Death- und Black Metal zu erzeugen, ohne sich tiefer auf die emotionalen Untertöne der einzelnen Genres einzustimmen“. Die Lieder seien gut strukturiert und technisch etwas anspruchsvoll, würden jedoch etwas leidenschaftslos wirken. Martin Popoff schrieb in seinem Buch The Collector’s Guide of Heavy Metal Volume 3: The Nineties, dass die Band sich für The Coming of Chaos beim Black Metal bedient, dabei jedoch noch weitere Einflüsse, wie etwa Punk-beeinflussten Thrash Metal, verarbeite. Der Gesang vereine Black Metal, Death Metal und Retro-Thrash-Metal. Thy Black Destiny klinge wie eine Mischung aus Black Metal und Speed Metal im Stil von Kreator. Die Musik sei etwas mit der von Necrophobic vergleichbar.

## Diskografie
- 1993: Sedes Impiorum (Demo, Eigenveröffentlichung)
- 1994: Finis Malorum (EP, Northern Productions)
- 1996: Far Away from the Sun (Album, Adipocere Records)
- 1997: The Coming of Chaos (Album, Century Media)
- 1999: Thy Black Destiny (Album, Century Media)
- 2008: Abyss of Time (Kompilation, Century Media)